# Mahádzsanapada
A Mahádzsanapada (szanszkrit: महाजनपद, mahádzsanapada, szó szerint "nagy birodalom" a mahá, "nagy", és a dzsanapada "törzsi tartomány", "ország") az ősi India tizenhat királyságára vagy oligarchiájára utal az i.e. 6. századtól az i.e. 4. századig. Az ősi buddhista szövegek, mint például a páli kánon részét képező Anguttara-nikája, gyakran említik a tizenhat nagy királyságot és köztársaságot, amelyek az északnyugati Gandhára és az Indiai szubkontinens keleti részéhez tartozó Anga birodalmak között fejlődtek ki és virágoztak. Ide tartozott még a Vindhja-hegység egy része is, mielőtt a buddhizmus megjelent volna India területén.
Gyakran tekintik a korai indiai történelem egyik nagy fordulópontjának az i.e. 6. századot. Régészetileg ez az időszak az "északi csiszolt fekete eszközök" korának felel meg.

## A királyságok és köztársaságok listája
Az Anguttara-nikája a következő tizenhat királyságot és köztársaságot sorolja fel:
1. Anga
2. Asszaka (vagy Aszmaka)
3. Avanti
4. Csédi[6]
5. Gandhára
6. Kási[6]
7. Kambodzsa (törzs)
8. Kósala (vagy Kószala)[6]
9. Kuru[6]
10. Magadha[6]
11. Malla
12. Matszja királyság (vagy Maccsa)[6]
13. Pancsála[6]
14. Szuraszéna[7]
15. Vridzsi[6]
16. Vatsa (vagy Vamsa)[6]

Egy másik buddhista szöveg, a Dígha-nikája csak az első tizenkét mahádzsanapadát említi, az utolsó négyet nem.